# إعلان المشاعر

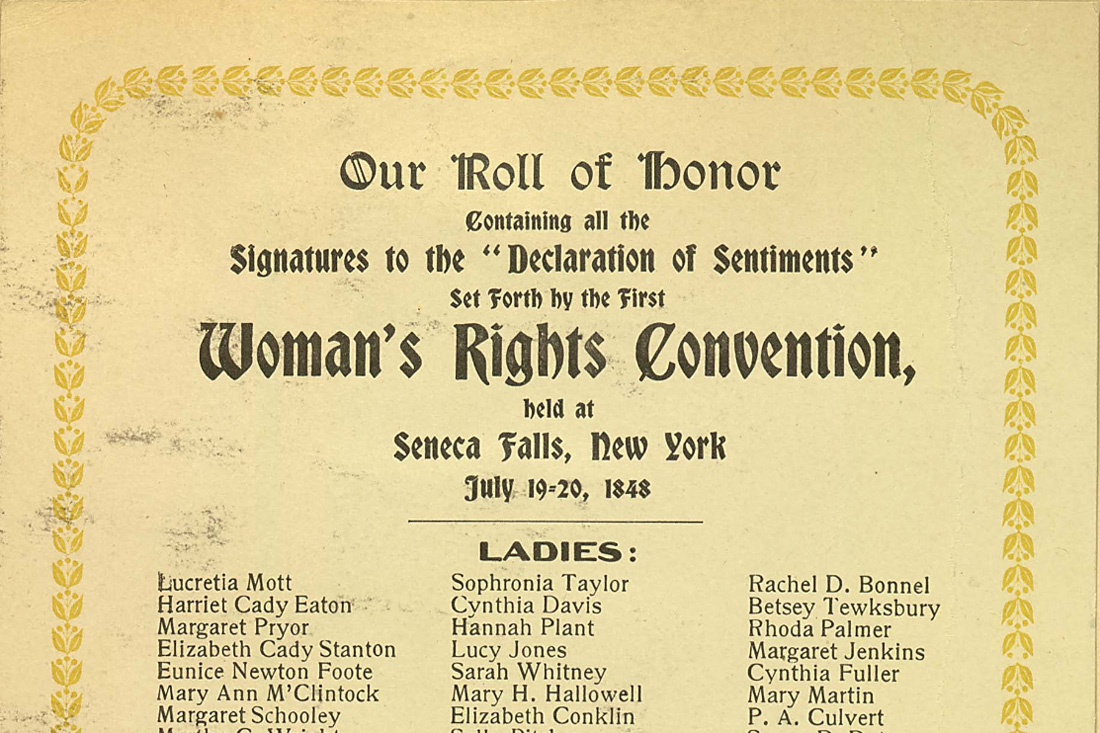

إعلان المشاعر (المعروف أيضًا باسم إعلان الحقوق والمشاعر)، هو وثيقة موقعة في عام 1848 من قبل 68 امرأة و 32 رجلاً، وهم 100 مشارك من أصل 300 مشارك في أول مؤتمر لحقوق المرأة تنظمه النساء، ويُعرف الآن بمؤتمر شلالات سينيكا لأنه عُقد في بلدة شلالات سينيكا بولاية نيويورك. تُدعى المؤلفة الرئيسية للإعلان إليزابيث كادي ستانتون التي صاغته بعد إعلان استقلال الولايات المتحدة، وكانت من المنظمات الرئيسيات للمؤتمر إلى جانب لوكريتيه كوفين موت ومارثا كوفين رايت.
كتب فريدريك دوغلاس الذي ساعد حضوره في المؤتمر ودعمه للإعلان على إصدار القرارات المطروحة في صحيفة نورث ستار، وقال إن الوثيقة كانت «حركة كبرى لتحقيق الحقوق المدنية والاجتماعية والسياسية والدينية للمرأة».
تسبب الإعلان بالكثير من الجدل في وقت كثرت فيه الأدوار التقليدية. احترم الكثير من الناس الشجاعة والقدرات الكامنة وراء صياغة الوثيقة، ولكنهم لم يكونوا مستعدين للتخلي عن أخلاقهم. نُشِر مقال في صحيفة أونيدا ويغ بعد فترة وجيزة من المؤتمر، ووصف الوثيقة بأنها «الحدث الأكثر إثارة للصدمة والغير طبيعي على الإطلاق في تاريخ الأنوثة».
أصرّت العديد من الصحف على أن الإعلان صيغ على حساب واجبات المرأة المناسبة أكثر لها. اعتقد الكثير من أنصار حقوق المرأة أن تأييد الإعلان لحق المرأة في التصويت سيعيق حركة حقوق المرأة الناشئة، مؤديًا إلى فقدها الدعم العام الضروري لها، وذلك في وقت كان فيه الاعتدال وحقوق الملكية للإناث من القضايا الرئيسية.

## فقرات الافتتاح
عندما يصبح من الضروري في الحياة البشرية لأحد أفرادها أن يفترض موقفًا مختلفًا عن الموقف الذي احتله غيره من أبناء جنسه، ولكنه موقف احتفظت به وخوّلته قوانين الطبيعة والطبيعة الإلهية، فسوف يتطلب منه الاحترام اللائق للآراء البشرية أن يعلن الأسباب التي تدفعه إلى اتباع مثل هذا المسار.
إننا نعتبر هذه الحقائق بديهية: أن جميع الرجال والنساء خُلقوا متساوين، وأن خالقهم منحهم حقوقا ثابتة مثل الحياة والحرية والسعي وراء السعادة، وتُبنى الحكومات وتستمد صلاحياتها من موافقة المحكومين لتأمين هذه الحقوق. إنه من حق الأشخاص الذين عانوا من الحكومات التي تقمع الحقوق أن يرفضوا الولاء لها، وأن يصرّوا على إنشاء حكومة جديدة ويرتكزون على هذه المبادئ وينظمون سلطتها في الشكل الأنسب لهم والذين يروه أكثر تأثيرًا على سلامتهم وسعادتهم.
يُملي حرص الحكومات القائمة منذ مدة طويلة أنه لا ينبغي أن تتغير لأسباب سخيفة وعابرة، ووفقًا لما أظهرته جميع التجارب أن الجنس البشري أكثر استعدادًا للمعاناة وتحملًا للأشرار أيضًا، أكثر من تصحيح أنفسهم بإلغاء النظم التي اعتادو عليها، ولكن عندما تُظهر المسيرة الطويلة من التجاوزات والانتهاكات التي تتبع نفس المسار مشروعًا للحد منهم تحت ظل الاستبداد المطلق، فمن واجبهم التخلص من هذه الحكومة، وتوفير حُماة جدد لأمنهم في المستقبل. لقد كانت هذه المعاناة طويلة الأناة للنساء في ظل هذه الحكومة، وهذه هي الآن الضرورة التي تجبرهم إلى المطالبة بالمركز العادل الذي يحق لهن.

## المشاعر
- لم يسمح لها على الإطلاق بممارسة حقها الثابت في الانتخاب الاختياري.
- أرغمها على الخضوع للقوانين التي لم يكن لها صوت فيها.
- حجبها عن الحقوق الممنوحة لأكثر الرجال جهلًا وتدهورًا من السكان الأصليين والأجانب على حد سواء.
- اضطهدها من جميع الجوانب بعد أن حرمها من حق الانتخاب الاختياري، وبالتالي تركها دون تمثيل في قاعات التشريع.
- جعل المرأة المتزوجة في عين القانون ميتة بشكل مدني.
- أخذ منها كل الحق في الامتلاك حتى الأجور التي تكسبها.
- جعلها كائنًا غير مسؤول معنويًا حيث يمكنها ارتكاب العديد من الجرائم دون عقاب بشرط أن يحصل ذلك بحضور زوجها. تُجبر على أن تقطع وعدًا بطاعتها لزوجها، ويصبح سيدها من كل النواحي. ويمنحه القانون سلطة حرمانها من حريتها وتولي أمر معاقبتها.
- فرض عليها ضريبة كعزباء وصاحبة ممتلكات لدعم الحكومة التي تعترف بها فقط عندما يمكنها الاستفادة من هذه الممتلكات، وذلك بعد حرمانها من جميع الحقوق كامرأة متزوجة.
- احتكر جميع الوظائف المربحة تقريبًا، وجعلها تتلقى أجرًا ضئيلًا عند عملها في الوظائف المسموحة لها.
- يمنعها من سلك أي طريق يؤدي إلى ثروتها وتميزها بحجة أنه أحق بهما، ومنعها من التخصص باللاهوت أو بالطب أو بالحقوق.
- حرمها من التسهيلات للحصول على تعليم شامل فمُنعت من الدخول إلى جميع الكليات.
- سمح لها بحضور الكنيسة وأروقة الدولة ولكن بمركز ثانوي مدعياً السلطة الرسولية لاستبعادها من الخدمة، ولكن مع بعض الاستثناءات من أي مشاركة عامة في شؤون الكنيسة.
- انتهك الصلاحيات التي وضعها يهوه نفسه مدعيًا أنه من حقه في أن يحدد مجالات العمل لها عندما ينتمي ذلك إلى ضميرها وإلهها.
- سعى بكل ما في وسعه لتدمير ثقتها في كل ما يزيد قوتها لتقليل احترامها لذاتها، وجعلها على استعداد لتعيش حياة خاضعة ومليئة بالذل.